# Wunderia neaeriatella
Wunderia neaeriatella är en fjärilsart som beskrevs av Grossbeck 1917. Wunderia neaeriatella ingår i släktet Wunderia och familjen mott. Inga underarter finns listade i Catalogue of Life.